# Рабинович, Зина
Зи́на Рабино́вич (идиш זינאַ ראַבינאָװיטש‎‎; 1895, Бендеры, Бессарабская губерния — 1965, Тель-Авив, Израиль) — еврейская писательница и поэтесса, автор книг для детей на идише и на иврите.

## Биография
Зина Рабинович родилась в бессарабском городке Бендеры, расположенном на правом берегу Днестра. Окончила еврейскую гимназию там же. В 1913 году уехала в Палестину, после окончания Первой мировой войны вернулась в Россию. В 1917 году поступила в Московский университет. С 1921 года — в США, где работала учителем в различных еврейских школах страны. Жила также в Мексике и Аргентине, с 1961 года — в Израиле. Везде занималась педагогической деятельностью.
Печататься начала в 1918 году, опубликовала ряд книг для детей сначала на иврите (стихи и рассказы), затем и на идише (сказки, детские истории, роман, путевые репортажи). В основе большинства произведений Рабинович лежат её впечатления от путешествий по разным странам. В 1950 году в Буэнос-Айресе вышел роман «Афн Вэг Цу Фрайhайт» (На пути к свободе) о становлении еврейских поселений в Палестине. В последующие годы её детские книги издавались школьными объединениями Мексики, Аргентины и США и были включены в образовательную программу еврейских школ в этих странах. Рассказы переводились на испанский язык.

## Книги
- דער ליבער יום-טובֿ (Дэр либэр йонтэф — любимый праздник), Матонэс: Нью-Йорк, 1928 и 1958.
- אױפֿן װעג צו פֿרײַהײט (Афн вэг цу фрайhайт — на пути к свободе, роман), Буэнос-Айрес, 1950 (в переводе на иврит — 1962).
- זעקס מעשׂהלעך (Зэкс майсэлэх вэйгн ундзерэ йомтойвим — шесть сказок о наших праздниках). Серия «Школьная библиотека»[2]. ЦВИШО Ун Шолэм-Алэйхем Шулн: Буэнос-Айрес, 1950.
- אורי פֿון רמת הכּובֿש — מעשׂהלעך פֿון ישׂראל (Ури фун Рамат hаКовеш, майсэлэх фун Исроэл — Ури из Рамат hаКовеша, истории из Израиля), ЦВИШО Ун Шолэм-Алэйхем Шулн: Буэнос-Айрес, 1950.
- א ראמאן פון דעם לעבן אין ארץ ישראל (Роман о жизни в Земле Израиля). J. Kaufman, 1950. — 359 с.
- אַ מעשׂה מיט אַ שטעקעלע (А майсэ мит а штэкэлэ — «История с палочкой»), Дэр Идишер Шул Ин Мексике: Мехико, 1958 (на иврите — Нью-Йорк, 1960).
- דער זײגער רופֿט (Дэр зэйгер руфт — «Часы зовут»), Дэр Идишер Шул Ин Мексике: Мехико, 1958
- hаЕлед ШеАвад (Потерявшийся мальчик, на иврите), иллюстрации Laszlo Matulay, United Synagogue Commision of Jewish Education: Нью-Йорк, 1959.
- Una suca en la pampa («Кущи в пампасах»), Editorial S. Segal: Буэнос-Айрес.
- באהבתם נתגלו (Бэ-аhаватам нитгалу — «Были явлены в любви» — истории о Катастрофе для детей, иврит), Масада: Тель-Авив, 1963[3].